# یازی‌بلاغی (سرای سقز)
یازی‌بلاغی روستایی از توابع بخش مرکزی در شهرستان سقز است که در استان کردستان ایران قرار دارد.

## جمعیت
این روستا در دهستان سرا واقع شده و براساس سرشماری سال ۱۳۸۵، جمعیت آن ۵۶۹ نفر (۹۴ خانوار) بوده‌است.